# Torba
Torba (ou TorBa) é uma província de Vanuatu e inclui as ilhas Torres e ilhas Banks. É a província mais ao norte e menos populada do país. Sua capital é Sola na ilha de Vanua Lava.
O nome TorBa é derivado das letras iniciais de 'TORres' e 'BAnks'.

## Demografia
Tem uma população de 9.359 habitantes e uma área de 882 km².

### Idiomas
A província abriga dezessete línguas diferentes, todas fazendo parte do grupo linguístico de línguas oceânicas. As línguas encontradas na província são: Hiw, Lo-Toga, Lehali, Löyöp, Volow, Mwotlap, Lemerig, Vera'a, Vurës, Mwesen, Mota, Nume, Dorig, Koro, Olrat, Lakon, e Mwerlap. Com uma média de 550 falantes por língua, Torba é uma das áreas mais linguisticamente diversas de Vanuatu - um dos países com mais línguas per capita no mundo.

## Geografia

### Ilhas
Abaixo estão as principais ilhas da província de Torba, excluindo ilhas menores e desabitadas.

#### Ilhas Banks
| Name        | Population | Area in km2 |
| ----------- | ---------- | ----------- |
| Gaua        | 2.491      | 342         |
| Kwakéa      | 26         | 1,2         |
| Mere Lava   | 647        | 18          |
| Merig       | 12         | 0,5         |
| Mota        | 683        | 9,5         |
| Mota Lava   | 1.451      | 24          |
| Ra          | 189        | 0,5         |
| Uréparapara | 437        | 39          |
| Vanua Lava  | 2.597      | 314         |

#### Torres Islands
| Name   | Population | Area in km2 |
| ------ | ---------- | ----------- |
| Hiw    | 269        | 51          |
| Linua  | 0          | 2,5         |
| Lo     | 210        | 11,9        |
| Metoma | 13         | 3           |
| Tegua  | 58         | 30,8        |
| Toga   | 276        | 18,8        |